# Josef Gilschwert
Josef Gilschwert (* 4. Dezember 1924 in Lockenhaus; † 31. Mai 2012) war ein österreichischer Politiker (ÖVP) und Gendarmeriebeamter. Gilschwert war von 1973 bis 1987 Abgeordneter zum Burgenländischen Landtag.

## Leben
Gilschwert wurde als Sohn des Landwirts Josef Gilschwert aus Lockenhaus geboren und besuchte acht Klassen der Volksschule Lockenhaus. Danach diente er zwischen 1942 und 1945 in der Wehrmacht und war danach ein Jahr lang in britischer Kriegsgefangenschaft. Am 1. April 1949 trat er in den Dienst der Bundesgendarmerie, wobei er zwischen 1956 und 1957 einen Fachkurs für dienstführende Gendarmeriebeamte besuchte. Am 1. Jänner 1958 stieg er zum Gendarmerie-Revierinspektor und Stellvertreter des Postenkommandanten in Oberwart auf, 1966 legte er die Beamtenmatura ab. Gilschwert war ab 1. Jänner 1974 Gendarmerie-Bezirksinspektor und von 1973 bis 1984 Abteilungsinspektor und Leiter der Verkehrsabteilung der Außenstelle Oberwart.
Gilschwert war 1961 Gründungsmitglied der „Internationalen Polizeiorganisation“ und ab 1951 politisch aktiv. Er hatte ab 1972 das Amt des Gemeinderates bzw. Stadtrates inne und übernahm von 1977 bis 1980 die Funktion des Vizebürgermeister in Oberwart. 1973 wurde er zum ÖVP-Stadtparteiobmann, 1974 zum Bezirksobmann des ÖAAB gewählt. Gilschwert vertrat die ÖVP vom 17. Dezember 1973 bis zum 30. Oktober 1987 im Burgenländischen Landtag.

## Auszeichnungen
- 1984: Großes Silbernes Ehrenzeichen für Verdienste um die Republik Österreich[1]
- Großes Ehrenzeichen des Landes Burgenland